# Ідіома
Ідіома (від грец. ἴδιος — власний, властивий; ιδιόμα — особливість, своєрідність) — стійкий неподільний зворот мови, що передає єдине поняття, зміст якого не визначається змістом його складових елементів, наприклад: байдики бити, на руку ковінька, впадати в око.
Детальніше див. у статті Фразеологізм.

## Додаткова інформація
- Слово «ідіот» походить від того ж грецького кореня, що й «ідіома».
- Наприкінці XIX ст. і на початку XX ст. для позначення ідіом та інших зворотів, специфічних для певної мови або діалекту, використовували також термін «ідіотизм». Ідіома вважалася «частковим випадком ідіотизму, оскільки висловлювала радикалізм цього поняття»[1].